# We are Diamonds
「We are Diamonds」（ウィ・アー・ダイヤモンズ）は、1992年12月12日に発売された浦和レッドダイヤモンズのオフィシャルソング。1993年のJリーグ開幕を控えて各チームごとに発表されたオフィシャルソングのひとつ。
原曲はイギリスの歌手ロッド・スチュワートのヒット曲として知られる「セイリング」で、これを元に当時のクラブスタッフであった佐藤仁司が作詞し、演奏はドイツのグループであるTHE PROJECTが手掛けた。
浦和の「勝利の歌」としてサポーターの間で歌われていたが、2012年からは槙野智章の発案によりサポーターと選手とで歌われている。

## 背景
佐藤によれば三菱自動車工業サッカー部時代には入場曲として『007/ダイヤモンドは永遠に』の主題歌を使用していたが、かねてから「ユール・ネヴァー・ウォーク・アローン」のようなサポーターソング（アンセム）を作りたいと考えていた。
Jリーグ開幕を翌年に控えてソニーレコードから各チームごとのオフィシャルソングが制作されることになる。佐藤は「サポーターのアンセム」といった要素に加え、自身が落ち着いた曲を好んでいたことからソニー側に「バラード調のもの」などのさまざまな要望を伝えたところ、「セイリング」の音源を使用できると提案された。カバー曲となった理由については「替え歌であれば皆が歌える」「1から作曲するものではなく、替え歌で行こうというのは（当初から）決めてました」としている。歌詞については佐藤が思いのままを英語で書き連ね、友人のイギリス人男性に文章的に間違いがないか校閲を受けた上で完成した。1992年11月14日付の『埼玉新聞』によれば、「選手と観客がたがいに歌い合う心の交流」をテーマとし、「サポーターから選手へのはげましと選手から観客に歌いかける心の交流を表現している」としている。
なお他のチームはアップテンポのものを採用するケースが多く、バラード調のものは浦和のみだった。

## 反応と受容
マッチデー・プログラム編集に携わる清尾淳によれば、この曲の発表当初の評判は芳しいものではなかった。清尾はオリジナル曲ではなくカバー曲だった点から疑問を抱き、放送作家の山中伊知郎も同じ理由から否定的な反応を示した。これに対しサポーター集団「クレイジー・コールズ」の吉沢康一は「『Diamonds』という言葉は、企業色たっぷりなんですよね。絆というものに関して言えば（中略）“Diamond”はいいかもしれないけれども、少々の違和感もあったんです」と捉えていた。
こうした中、吉沢らは「（クラブ側からの発信のみでは）俺達が歌わなければ終わってしまう」「この歌を積極的に受け入れることで自分たちの文化に変えてしまおう」と考え、1993年6月19日の清水エスパルス戦の後半37分、浦和の1点リードで迎えた局面でゴール裏で歌われた。この時の光景は多くの観客から好意的に受け入れられたといい、清尾は「私自身は外国に行ったことないんですが（中略）、"ああ、これが本場の雰囲気なんだろうなあ"と感じましたね。（中略）これぞチームを勝たせるサポーターの典型だと思いました」と評した。この後、勝利の歌として定着するに至ったが、吉沢によれば「英詞の歌を広める」目的のため必ずしも勝利を前提としたり、試合終盤に歌うものとは限定せず、仮に勝利した場合であっても内容が伴わない試合であれば、あえて歌わないこともあった。
2009年、原曲の「セイリング」で知られるロッド・スチュワートはコンサートツアーで訪日した際、「みんなが僕の『セイリング』に合わせてビクトリー・ソング（勝利の歌）を歌っているのをビデオで見て、とてもハッピーになったよ」とのメッセージを残した。
2012年からは槙野智章の発案によりホームゲームでの勝利後、選手が一緒に歌うようになった。同年に1.FCケルンから加入した槙野は「レッズを盛り上げるために何かやりたい」といった趣旨の発言をしており、それを形にしたものだった。これについて浦和フットボール通信の椛沢佑一は吉沢との対談において「常に勝ったらやるというイベント感ではなくて、今日は勝ったからみんなで歌いたいんだという気持ちから来る行動であることが理想だとは思います」と評し、吉沢もおおむね同意した。清尾によれば、槙野の案は「あの時間はサポーターのもの」と見るサポーターからの反発もあったが、やがて定着したといい、「彼が考えたことは、それまでレッズサポーターが培ってきたものに選手も加わるというシンプルかつ大胆なものだった」と評した。

## 楽曲リスト
| #         | タイトル                      | 作詞・作曲       | 時間 |
| --------- | ----------------------------- | ---------------- | ---- |
| 1.        | 「WE ARE DIAMONDS (SAILING)」 | Gavin Sutherland | 3:32 |
| 2.        | 「GO!REDS!GO!」               | The Project      | 3:06 |
| 合計時間: | 合計時間:                     | 合計時間:        | 6:38 |

| 「WE ARE DIAMONDS (SAILING)〜1993 Redia Special Mix〜」は選手・スタッフとサポーターによる歌唱 |                                                         |                  |       |
| #                                                                                             | タイトル                                                | 作詞・作曲       | 時間  |
| 1.                                                                                            | 「WE ARE DIAMONDS (SAILING)〜1993 Redia Special Mix〜」 | Gavin Sutherland | 3:52  |
| 2.                                                                                            | 「GO!REDS!GO!」                                         | The Project      | 3:06  |
| 3.                                                                                            | 「WE ARE DIAMONDS (SAILING)」                           | Gavin Sutherland | 3:32  |
| 合計時間:                                                                                     | 合計時間:                                               | 合計時間:        | 10:30 |